# Cod ATC A03
Codul ATC A03 Medicamente pentru tulburări funcționale gastrointestinale este o parte a sistemului de clasificare anatomică, terapeutică și chimică a medicamentelor, un sistem dezvoltat de către Organizația Mondială a Sănătății (OMS) pentru clasificarea medicamentelor și a altor produse medicinale. Subgrupul A03 este o parte a grupului A Tract digestiv și metabolism.
Codurile pentru preparatele de uz veterinar sunt create prin alipirea literei Q în fața codului ATC corespunzător produsului pentru uz uman; de exemplu, QA03. Codurile ATCvet care nu au un cod ATC corespunzător produsului de uz uman sunt citate începând cu Q în lista următoare.

## A 03 A Medicamente pentru tulburări funcționale intestinale

### A 03 AA Anticolinergice sintetice, esteri cu grup amino terțiar
A 03 AA 01 Oxifenciclimină
A 03 AA 03 Camilofin
A 03 AA 04 Mebeverină
A 03 AA 05 Trimebutină
A 03 AA 06 Rociverină
A 03 AA 07 Dicicloverină
A 03 AA 08 Dihexiverină
A 03 AA 09 Difemerină
A 03 AA 30 Piperidolat

### A 03 AB Anticolinergice sintetice, compuși cuaternari de amoniu
A 03 AB 01 Benzilonă
A 03 AB 02 Glicopironiu
A 03 AB 03 Oxifenoniu
A 03 AB 04 Pentienat
A 03 AB 05 Propantelină
A 03 AB 06 Otiloniu, bromură
A 03 AB 07 Metantelinuă
A 03 AB 08 Tridihexetil
A 03 AB 09 Izopropamidă
A 03 AB 10 Hexocicliu
A 03 AB 11 Poldină
A 03 AB 12 Mepenzolat
A 03 AB 13 Bevonium
A 03 AB 14 Pipenzolat
A 03 AB 15 Difemanil
A 03 AB 16 Iodură de dietil-metilamoniu
A 03 AB 17 Iodură de tiemoniu
A 03 AB 18 Bromură de prifiniu
A 03 AB 19 Bromură de timepidiu
A 03 AB 21 Fenpiveriniu
A 03 AB 53 Oxifenoniu, combinații
Q A03 AB 90 Benzetimidă
Q A03 AB 92 Carbacol
Q A03 AB 93 Neostigmină

### A 03 AC Antispastice sintetice, amide cu amine terțiare
A 03 AC 02 Dimetilaminopropionilfenotiazină
A 03 AC 04 Nicofetamidă
A 03 AC 05 Tiropramidă

### A 03 AD Papaverina și derivați
A 03 AD 01 Papaverină
A 03 AD 02 Drotaverină
A 03 AD 30 Moxaverină

### A 03 AE Medicamente cu acțiune asupra receptorilor de serotonină
A 03 AE 01 Alosetron
A 03 AE 02 Tegaserod
A 03 AE 03 Cilansetron

### A 03 AX Alte medicamente pentru tulburări funcționale intestinale
A 03 AX 01 Fenpipran
A 03 AX 02 Diizopromină
A 03 AX 03 Clorbenzoxamină
A 03 AX 04 Pinaverium
A 03 AX 05 Fenoverină
A 03 AX 06 Idanpramină
A 03 AX 07 Proxazol
A 03 AX 08 Alverină
A 03 AX 09 Trepibutonă
A 03 AX 10 Izometheptenă
A 03 AX 11 Caroverină
A 03 AX 12 Floroglucinol
A 03 AX 13 Simeticonă
A 03 AX 30 Trimetildifenilpropilamină
A 03 AX 58 Alverină, combinații

## A 03 BBelladonnași derivați

### A 03 BAAlcaloizidinBelladonna, amine terțiare
A 03 BA 01 Atropină
A 03 BA 03 Hiosciamină
A 03 BA 04 Alcaloizi din Belladonna

### A 03 BB Alcaloizi dinBelladonna, semisintetici, compuși cuaternari de amoniu
A 03 BB 01 Butilscopolamină
A 03 BB 02 Metilatropină
A 03 BB 03 Metilscopolamină
A 03 BB 04 Fentoniu
A 03 BB 05 Bromură de cimetropiu

## A 03 C Antispastice în combinație cu psiholeptice

### A 03 CA Anticolinergice sintetice în combinație cu psiholeptice
A 03 CA 01 Izopropamidă și psiholeptice
A 03 CA 02 Clidiniu și psiholeptice
A 03 CA 03 Oxifenciclimină și psiholeptice
A 03 CA 04 Bromură de otilonium și psiholeptice
A 03 CA 05 Glicopironiu și psiholeptice
A 03 CA 06 Bevoniu și psiholeptice
A 03 CA 07 Ambutoniu și psiholeptice
A 03 CA 08 Difemanil și psiholeptice
A 03 CA 30 Emeproniu și psiholeptice
A 03 CA 34 Propantelină și psiholeptice

### A 03 CBBelladonnași derivați în combinație cupsiholeptice
A 03 CB 01 Metilscopolamină și psiholeptice
A 03 CB 02 Alcaloizi din Belladonna și psiholeptice
A 03 CB 03 Atropină și psiholeptice
A 03 CB 04 Metilhomatropină și psiholeptice
A 03 CB 31 Hiosciamină și psiholeptice

## A 03 D Antispastice în combinație cu analgezice

### A 03 DA Anticolinergice sintetice în combinație cu analgezice
A 03 DA 01 Tropenzilonă și analgezice
A 03 DA 02 Pitofenonă și analgezice
A 03 DA 03 Bevoniu și analgezice
A 03 DA 04 Cicloniu și analgezice
A 03 DA 05 Camilofin și analgezice
A 03 DA 06 Trospiu și analgezice
A 03 DA 07 Iodură de tiemoniu și analgezice

### A 03 DB Belladonna și derivați în combinație cu analgezice
A 03 DB 04 Butilscopolamină și analgezice

## A 03 F Propulsive

### A 03 FA Propulsive
A 03 FA 01 Metoclopramid
A 03 FA 02 Cisapridă
A 03 FA 03 Domperidonă
A 03 FA 04 Bromopridă
A 03 FA 05 Alizapridă
A 03 FA 06 Clebopridă